# Topelius-Preis

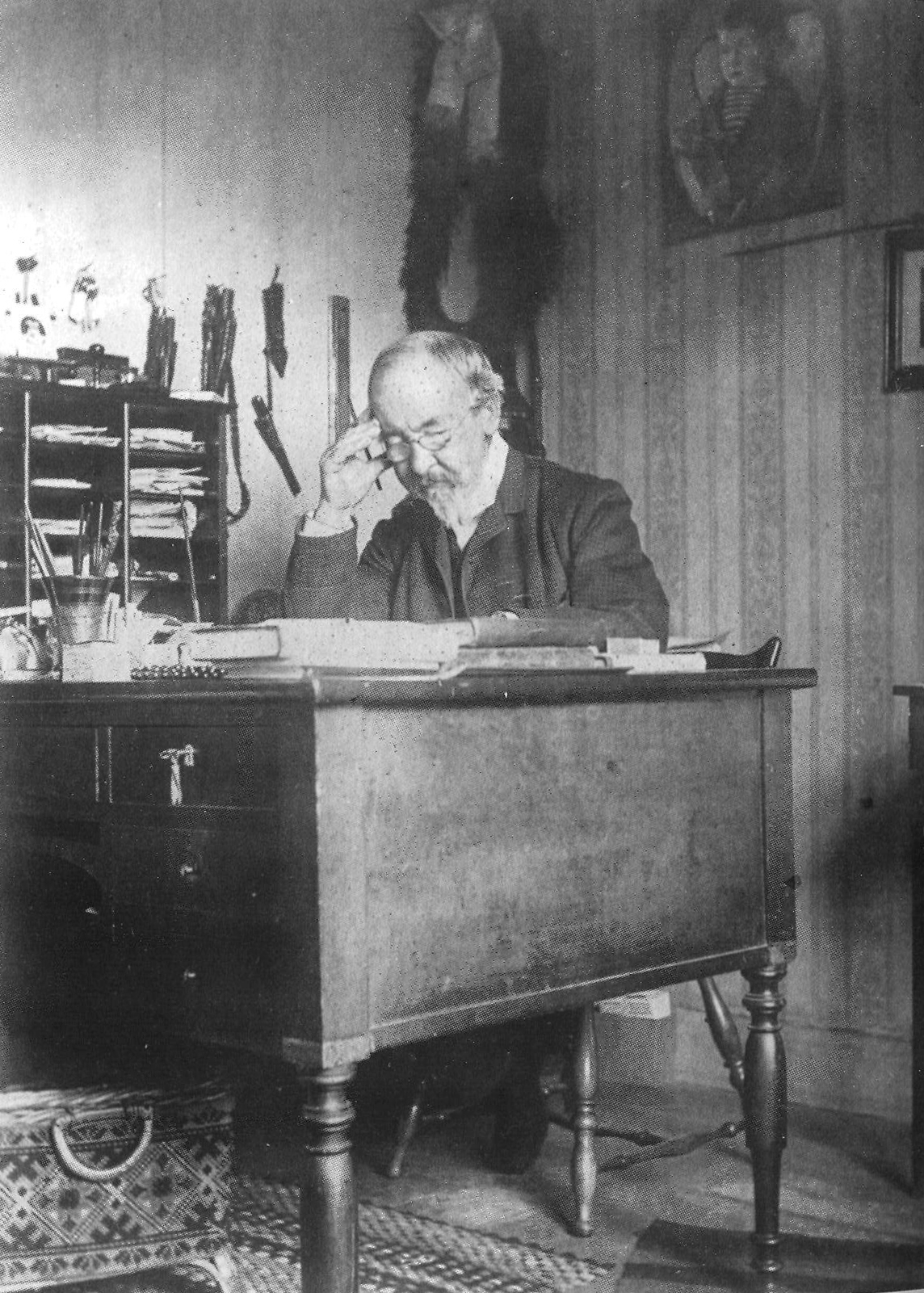
Zacharias Topelius ist Namensgeber des Topelius-Preises.

Der Topelius-Preis, schwedisch Topeliuspriset, ist ein von Svenska folkskolans vänner und Finlands svenska publicistförbund gestifteter finnlandschwedischer Preis für Publizisten. Er wird seit dem 14. Januar 1991, dem Geburtstag von Zacharias Topelius, jährlich an diesem Tag vergeben. Seit 2016 beläuft sich die Preissumme auf 7500 Euro (vorher 5000 Euro).

## Geschichte und Hintergrund
Zwischen 1957 und 1990 vergab Finlands svenska publicistförbund, der finnlandschwedische Publizistenverband, jährlich den „Publizistenpreis“ (Publicistpriset) für eine Person, die in ihrer journalistischen Arbeit Geschick, Originalität und Zivilcourage bewiesen hat. 1982 und 1988 wurden keine Einzelpersonen, sondern die Zeitungsredaktion ausgezeichnet; 1979 gab es zwei Priesträger. 
Seit 1991 wird diese Auszeichnung als „Topelius-Preis“ (Topeliuspriset) gemeinsam vom Publizistenverband und dem finnlandschwedischen Verein Svenska Folkskolans Vänner (SFV) – eines 1882 für die finnlandschwedische Bildungsarbeit gegründeten gemeinnützigen Vereins – vergeben. Der Namensgeber, Zacharias Topelius, war nicht nur ein bedeutender Schriftsteller und Dichter, sondern auch Publizist und leistete einen wichtigen Beitrag für die Entwicklung des schwedischsprachigen Journalismus im zweisprachigen Finnland. Gleichzeitig zur Prämierung heutiger publizistischer Arbeit in Svenskfinland soll mit dem Preis an Topelius erinnert werden. In mehreren Jahren wurde der Preis nicht vergeben.
Mitglieder des Publizistenverbands und von SFV können Vorschläge für mögliche Preisträger einreichen. Die endgültige Auswahl wird durch einen Ausschuss getroffen, der sich aus jeweils drei Mitgliedern beider Organisationen zusammensetzt, aber dessen Vorsitz immer durch den SFV-Vorsitzenden übernommen wird. Eine Definition von „Publizistik“ oder bestimmten journalistischen Darstellungsformen sind in der Ausschreibung des Preises nicht weiter spezifiziert. Der Preisausschuss kann keine eigenen Kandidaten nominieren. Falls in einem Jahr keine Einigkeit innerhalb des Ausschusses erzielt wird, kann kein Preis vergeben werden.

## Preisträger

### Publicistpriset
- 1957 – Ole Torvalds
- 1958 – Henrik von Bonsdorff
- 1959 – Frank Jernström
- 1960 – nicht vergeben
- 1961 – Harry Elg
- 1962 – Enzio Sevón
- 1963 – nicht vergeben
- 1964 – Nils-Börje Stormbom
- 1965 – Benedict Zilliacus
- 1966 – nicht vergeben
- 1967 – Erik Appel
- 1968 – Kaj Hagman
- 1969 – nicht vergeben
- 1970 – Juhani Westman
- 1971 – Birger Thölix
- 1972 – Hasse Svensson
- 1973 – Karl Sahlgren
- 1974 – Kerstin Hanf
- 1975 – Meta Torvalds
- 1976 – Pelle Kevin
- 1977 – Tor Högnäs
- 1978 – nicht vergeben
- 1979 – Anita Höglund und Knud Möller
- 1980 – Eva Nyberg
- 1981 – Gustaf Widén
- 1982 – Nya Åland
- 1983 – Astrid Gartz
- 1984 – Leif Salmén
- 1985 – Stig Kankkonen
- 1986 – Carita Backström
- 1987 – Göran Wallén
- 1988 – Studentbladet
- 1989 – Erik Wahlström
- 1990 – Melita Tulikoura

### Topeliuspriset
- 1991 – Lena Selén
- 1992 – Leif Sjöström
- 1993 – Olga Gustafsson
- 1994 – Mayvor Stagnäs
- 1995 – Peter Lodenius
- 1996 – Henning Ahlskog
- 1997 – Peik Österholm
- 1998 – Olav S. Melin
- 1999 – Mardy Lindqvist
- 2000 – Nils Torvalds
- 2001 – Torbjörn Kevin
- 2002 – Cita Reuter
- 2003 – Anna-Lena Laurén
- 2004 – Kjell Lindroos
- 2005 – Sven Strandén
- 2006 – Kerstin Kronvall

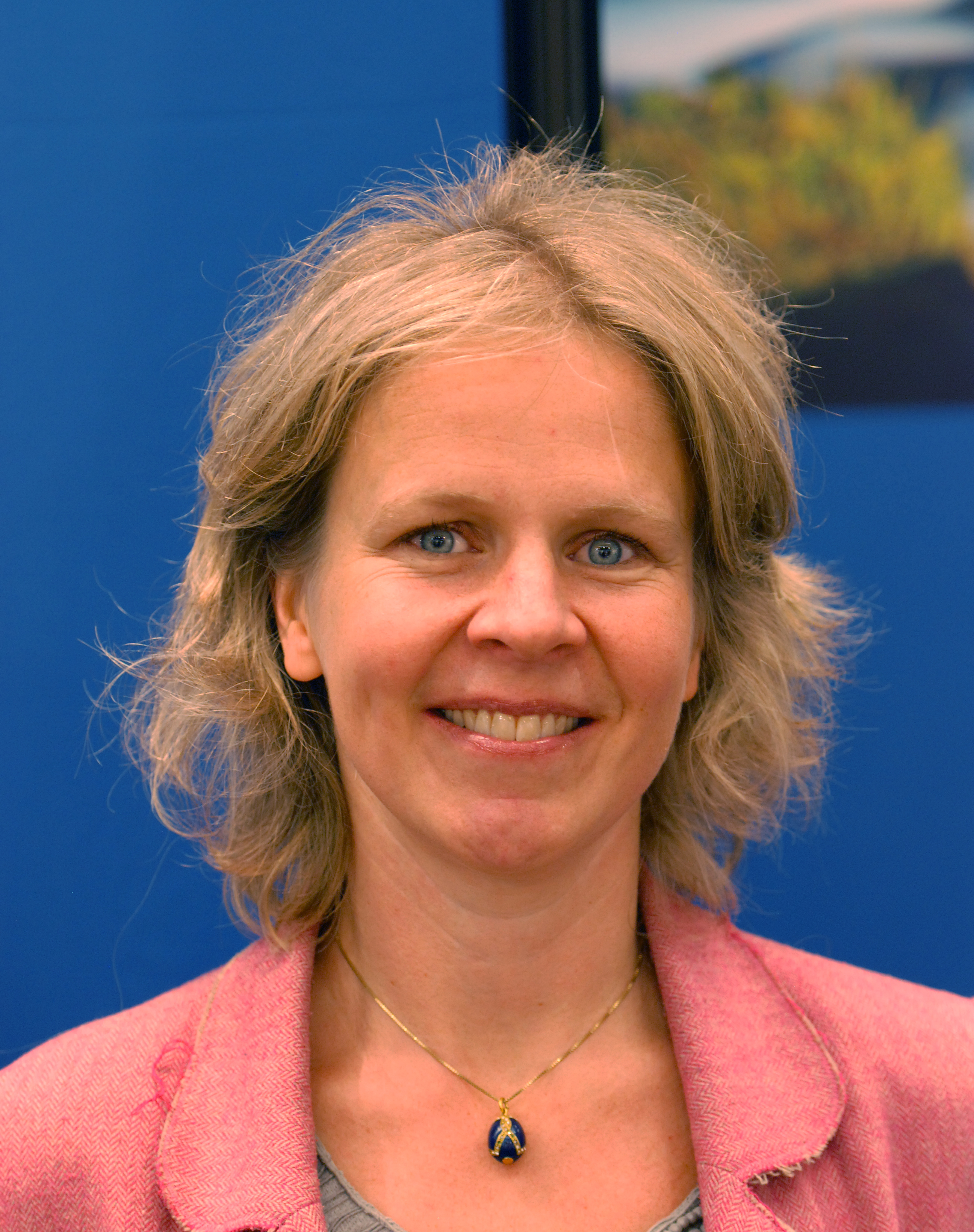
Die Journalistin Anna-Lena Laurén wurde 2003 mit dem Topelius-Preis geehrt

- 2007 – Jan Granberg und Ann-Kristin Schevelew
- 2008 – Jonas Jungar
- 2009 – Staffan Bruun
- 2010 – Camilla Berggren
- 2011 – Viveca Dahl
- 2012 – Minna Knus-Galán
- 2013 – Annika Orre
- 2014 – Jessica Stolzmann
- 2015 – Marcus Rosenlund
- 2016 – Henrik Othman
- 2017 – Jeanette Björkqvist
- 2018 – Marko Hietikko
- 2019 – Annvi Gardberg
- 2020 – Wilhelm Kvist
- 2021 – Liselott Lindström
- 2022 – Peter Buchert[2]
- 2023 – Sofie Stara